# Christian Schwegler
Pour les articles homonymes, voir Schwegler.
Christian Schwegler est un footballeur suisse né le 6 juin 1984 à Ettiswil. Il évolue actuellement au FC Lucerne au poste de latéral droit. Son frère Pirmin Schwegler est également footballeur.

## Carrière
- 2003-2005 :  FC Lucerne
- 2005-déc. 2005 :  Arminia Bielefeld
- jan. 2006-2009 :  BSC Young Boys
- 2009-2017 :  Red Bull Salzbourg[1]
- 2017-2021 :  FC Lucerne

## Palmarès

### En club
- Red Bull Salzbourg
  - Champion d'Autriche en  2010, 2012, 2014, 2015, 2016 et 2017.
  - Coupe d'Autriche en 2012, 2014 et 2017.